# T.J. Price
Timothy Jerrell Price, detto T.J. (Slidell, 16 giugno 1993), è un ex cestista statunitense.

## Palmarès
- Alpe Adria Cup: 1

Körmend: 2018-19